# Botryella
Botryella, monotipski rod zelenih algi u porodici Codiaceae, dio reda Bryopsidales. Jedina vrsta je fosil, B. spinosa